# Cymatosyrinx parciplicata
Cymatosyrinx parciplicata é uma espécie de gastrópode do gênero Cymatosyrinx, pertencente à família Drilliidae.